# World Series of Poker 2001
De World Series of Poker 2001 werd gehouden in de Binion's Horseshoe in Las Vegas van 20 april t/m 19 mei. Het was de 32ste editie van de World Series of Poker, het grootste pokerevenement ter wereld.

## Toernooien
| Event                                          | Winnaar          | Prijs    | Tweede             |
| ---------------------------------------------- | ---------------- | -------- | ------------------ |
| $500 Casino Employee's Limit Hold'em           | Travis Jonas     | $40.200  | Kim Jae            |
| $2.000 Limit Hold'em                           | Nani Dollison    | $441.440 | John Pires         |
| $1.500 Omaha Hi-Lo Split 8 or better           | Chris Ferguson   | $164.735 | Men Nguyen         |
| $1.500 Seven-card stud                         | Adam Roberts     | $146.430 | Sal Dimicelli      |
| $2.000 No Limit Hold'em                        | Phil Hellmuth Jr | $316.550 | T.J. Cloutier      |
| $1.500 Limit Omaha                             | Eddy Scharf      | $83.810  | Michael Davis      |
| $1.500 Seven Card Stud Hi-Lo 8 or better       | Barry Shulman    | $123.820 | Dan Heimiller      |
| $1.500 Pot Limit Omaha                         | Galen Kester     | $167.035 | Dave Ulliott       |
| $2.000 S.H.O.E.                                | David Pham       | $140.455 | Skip Wilson        |
| $3.000 Limit Hold'em                           | Jim Lester       | $233.490 | Alex Brenes        |
| $2.500 Seven-card stud                         | Paul Darden      | $147.440 | Tom Franklin       |
| $2.000 Pot Limit Hold'em                       | Burt Boutin      | $193.800 | Dave Ulliott       |
| $1.500 Razz                                    | Berry Johnston   | $83.810  | Mike Wattel        |
| $2.500 Pot Limit Omaha                         | Scotty Nguyen    | $178.480 | Jim Lester         |
| $2.500 Seven-card stud Hi-Lo Split 8 or better | Rich Korbin      | $159.080 | Alex Papachatzakis |
| $1.500 Ace to Five Draw Lowball                | Cliff Yamagawa   | $73.915  | David Danheiser    |
| $2.500 Omaha Hi-Lo Split 8 or better           | Bob Slezak       | $173.625 | Tony Ma            |
| $5.000 Deuce to Seven Draw                     | Howard Lederer   | $165.870 | Freddy Deeb        |
| $1.000 Seniors' Championship                   | Jay Heimowitz    | $115.430 | Garry Pollak       |
| $3.000 Pot Limit Hold'em                       | Steve Zolotow    | $243.335 | Mike Magee         |
| $5.000 Seven Card Stud                         | Allen Cunningham | $201.760 | Michael Danino     |
| $3.000 No Limit Hold'em                        | Erik Seidel      | $411.300 | Johnny Chan        |
| $5,000 Omaha Hi-Lo Split 8 or better           | Scotty Nguyen    | $207.580 | Phil Hellmuth Jr   |
| $5.000 Limit Hold'em                           | Hemish Shah      | $312.340 | Tony D             |
| $1.000 Ladies' Championship                    | Nani Dollison    | $41.130  | Patty Gallagher    |

## Main Event
Het Main Event was het grootste toernooi van de WSOP van 2001. Het is een 10.000 dollar No-Limit Texas Hold'em toernooi. De winnaar van dit toernooi wordt gezien als de officieuze wereldkampioen poker. Er deden in totaal 613 spelers mee, op dat moment het grootste pokertoernooi ooit. Dit record werd tijdens de World Series of Poker 2002 verbroken.

### Finaletafel
| Positie | Naam                  | Prijs      |
| ------- | --------------------- | ---------- |
| 1       | Juan Carlos Mortensen | $1.500.000 |
| 2       | Dewey Tomko           | $1.098.925 |
| 3       | Stan Schrier          | $699.315   |
| 4       | Phil Gordon           | $399.610   |
| 5       | Phil Hellmuth Jr      | $303.705   |
| 6       | Mike Matusow          | $239.765   |
| 7       | Henry Nowakowski      | $179.825   |
| 8       | Steve Riehle          | $119.885   |
| 9       | John Inashima         | $91.190    |

### Andere hoge posities
| Positie | Naam             | Prijs   |
| ------- | ---------------- | ------- |
| 11      | Daniel Negreanu  | $63.940 |
| 20      | Kevin Song       | $39.960 |
| 23      | Jim Bechtel      | $39.960 |
| 24      | Alex Brenes      | $39.960 |
| 26      | John Esposito    | $39.960 |
| 27      | Allen Cunningham | $39.960 |
| 29      | Mike Sexton      | $30.000 |
| 30      | Chris Björin     | $30.000 |